# Viper (Six Flags Darien Lake)
Viper in Six Flags Darien Lake (Darien Center, New York, USA) ist eine Stahlachterbahn vom Modell Custom Looping Coaster des Herstellers Arrow Dynamics, die im Mai 1982 eröffnet wurde.
Die 944,9 m lange Strecke erreicht eine Höhe von 36,9 m und besitzt einen 22,9 m hohen First Drop, auf dem die Züge eine Höchstgeschwindigkeit von 80,5 km/h erreichen. Es wurden fünf Inversionen verbaut: einen Looping, einen doppelten Korkenzieher, sowie einen Batwing, der (wie der doppelte Korkenzieher) ebenfalls aus zwei Inversionen besteht.

## Züge
Viper besitzt drei Züge mit jeweils sieben Wagen. In jedem Wagen können vier Personen (zwei Reihen à zwei Personen) Platz nehmen. Als Rückhaltesystem kommen Schulterbügel zum Einsatz.